# 花柳壽楽 (2代目)
- 花柳壽樂（旧字体）
- 花柳寿楽（新字体）
- 花柳壽楽（新旧混用）

二代目 花柳 壽楽（にだいめ はなやぎ じゅらく、旧字体：壽樂、新字体：寿楽、1918年（大正7年）3月7日 - 2007年（平成19年）1月7日）は、昭和から平成にかけて活躍した日本舞踊 花柳流の舞踊家。人間国宝。本名は青山 次郎。花柳流の伝統を継承して古典舞踊を伝えるとともに、創作舞踊にも積極的に取り組み、宝塚歌劇団の演目の振付なども行った。
講談師の3代目錦城斎典山の次男として東京に生まれる。
昭和7年（1932年）義兄にあたる2代目花柳壽輔に入門して師事するかたわら、1937年（昭和12年）には6代目尾上菊五郎が創設した日本俳優学校に修学、卒業後の昭和23年（1948年）花柳錦之助を名乗り、花柳舞踊研究会の中心となった。
昭和40年（1965年）には花柳錦之輔の名跡を長男に譲り、自身は花柳壽樂の名跡を二代目として襲名。五代目花柳芳次郎とともに、家元を継いだばかりの姪・三代目花柳壽輔の後見人となった。
昭和49年（1974年）紫綬褒章受章。平成14年（2002年）には人間国宝に認定、翌年には日本芸術院会員となっている。平成17年（2005年）、旭日中綬章受章。
平成19年（2007年）肺気腫のため死去、88歳だった。叙正五位。

## 系譜
長男は二代目花柳錦之輔、次男は俳優の青山良彦、三代目花柳寿楽は孫（長男の長男）にあたる。
また姉の貞子が二世家元の二代目花柳壽輔に、妹の喜代子が歌舞伎役者の十三代目片岡仁左衛門にそれぞれ嫁したことから、舞踊の花柳流宗家と歌舞伎の片岡宗家と姻戚関係を持つに至った。
- 父：三代目錦城斎典山（講談士）
  - 姉：貞子
義兄：二代目花柳壽輔（日本舞踊家・花柳流二世家元）
    - 姪：三代目花柳壽輔（日本舞踊家・花柳流三世家元）

  - 二代目花柳壽楽
    - 長男：二代目花柳錦之輔（日本舞踊家）
      - 孫：三代目花柳寿楽（日本舞踊家）
      - 孫：花柳典幸（日本舞踊家）

    - 次男：青山良彦（俳優）
      - 孫：花柳貴彦（日本舞踊家）

  - 妹：喜代子
義弟：十三代目片岡仁左衛門（歌舞伎役者）
    - 甥：五代目片岡我當（歌舞伎役者）
    - 甥：二代目片岡秀太郎（歌舞伎役者）
    - 甥：十五代目片岡仁左衛門（歌舞伎役者）